# Bernard Zweers
Bernard Zweers, (Bernardus Josephus Wilhelmus Zweers) né le 18 mai 1854 à Amsterdam et mort le 9 décembre 1924 dans la même ville, est un compositeur, chef de chœur et chef d'orchestre néerlandais.

## Biographie
Bernard Zweers (le prénom orthographé occasionnellement Bernhard) est le fils d'un marchand de musique. Depuis l'enfance, il était affligé par les phénomènes d'acouphènes. Néanmoins, il a commencé à composer dès l'âge 14 ans et acheta, en cachette de son père qui ne pense pas beaucoup de bien qu'il devienne musicien, des livres sur la théorie de la musique.
Bernard Zweers, encore jeune autodidacte, composa d'abord une messe pour orgue et chœur d'hommes et fut joué dans plusieurs églises. En 1881 a finalement vu 1er Symphonie de Zweers sous sa propre ligne créée. Seulement après qu'il a obtenu un diplôme de musique avec son maître Salomon Jadassohn à Leipzig en Allemagne. Après son retour à Amsterdam, il a d'abord travaillé en tant que chef de chœur. De 1895 à 1922, il fut professeur d'harmonie et de composition au Conservatoire d'Amsterdam. Parmi ses élèves, Hendrik Andriessen (père du compositeur Louis Andriessen). Dans ses dernières années, une surdité croissante se fait sentir.
Bernard Zweers se tourna vers la musique nationale et patriotique orienté vers des œuvres vocales ; en dehors de quelques compositions de musiques sacrées pour l'église. Il mélangea les styles musicaux dans ses œuvres empruntées à la musique folklorique néerlandaise avec une influence significative de Richard Wagner pour la mélodie et l'harmonie. La femme de Bernard Zweers était chanteuse et lui composa plusieurs chansons.

## Œuvres

### Œuvres orchestrales
- Symphonie no 1 en ré majeur (1881)
- Symphonie no 2 en mi bémol majeur (1883)
- Symphonie no 3 Aan mijn Vaderland (1890)
- Ouverture Saskia (1906), créée à l'occasion d'une exposition Rembrandt
- Musique de scène pour Gysbrecht van Aemstel (1892)

### Œuvres pour chœurs
- Cantate De cosmos (1883)
- Cantate Couronnée (1897-1898), en l'honneur de la reine Wilhelmina
- Leo cantate (1902)
- Aan de schoonheid (1909) avec soliste et orchestre.
- Wijzangen (1914) (soprano)
- Harte en land (1924) soprano et piano